# Norsko na Zimních olympijských hrách 1948
Norsko na Zimních olympijských hrách 1948 v Svatý Mořic reprezentovalo 49 sportovců, z toho 45 mužů a 4 ženy. Nejmladším účastníkem byl Bjarne Arentz (19 let, 62 dní), nejstarším pak Arne Holst (43 let, 327 dní). Reprezentanti vybojovali 10 medailí, z toho 4 zlaté, 3 stříbrné a 3 bronzové.

## Medailisté
| Medaile | Jméno                                              | Sport           | Disciplína             |
| ------- | -------------------------------------------------- | --------------- | ---------------------- |
| Zlato   | Petter Hugsted                                     | Skoky na lyžích | Muži normální můstek   |
| Zlato   | Finn Helgesen                                      | Rychlobruslení  | Muži 500 m             |
| Zlato   | Sverre Farstad                                     | Rychlobruslení  | Muži 1 500 m           |
| Zlato   | Reidar Liaklev                                     | Rychlobruslení  | Muži 5 000 m           |
| Stříbro | Birger Ruud                                        | Skoky na lyžích | Muži normální můstek   |
| Stříbro | Thomas Byberg                                      | Rychlobruslení  | Muži 500 m             |
| Stříbro | Odd Lundberg                                       | Rychlobruslení  | Muži 5 000 m           |
| Bronz   | Erling Evensen Olav Økern Reidar Nyborg Olav Hagen | Běh na lyžích   | Muži štafeta 4 × 10 km |
| Bronz   | Thorleif Schjelderup                               | Skoky na lyžích | Muži normální můstek   |
| Bronz   | Odd Lundberg                                       | Rychlobruslení  | Muži 1 500 m           |